# 校閲ガール
『校閲ガール』（こうえつガール）は、宮木あや子による小説シリーズ。第1作は雑誌『ダ・ヴィンチ』（KADOKAWA）のWebサイト「ダ・ヴィンチ電子ナビ」にて2013年10月4日から12月6日まで連載され、2014年3月14日にKADOKAWAから出版された。
2016年10月から12月まで日本テレビ系でテレビドラマ化され、2017年9月20日にスペシャルドラマが放送された。

## あらすじ
河野悦子（こうの えつこ）は、ファッション雑誌の編集者になることを夢見て、大手出版社に就職するが、校閲部に配属される。校閲とは、文書や原稿などの内容の誤りや不備な点を直し、訂正すること。

## 書籍情報
※発行元は全てKADOKAWA。
- 校閲ガール
  - （単行本） ISBN 978-4-04-066363-0 2014年3月14日発売
  - （角川文庫） ISBN 978-4-04-104220-5 2016年8月25日発売
- 校閲ガール ア・ラ・モード
  - （単行本） ISBN 978-4-04-103644-0 2015年12月18日発売
  - （角川文庫） ISBN 978-4-04-105862-6 2017年6月17日発売
- 校閲ガール トルネード
  - （単行本） ISBN 978-4-04-104492-6 2016年10月27日発売
  - （角川文庫） ISBN 978-4-04-107436-7 2018年10月24日発売

なお、中嶋ヒロのナレーションで、Audibleにてデータ配信で全巻がオーディオブック化されている。

## テレビドラマ
『地味にスゴイ! 校閲ガール・河野悦子』（じみにスゴイ! こうえつガール・こうのえつこ）のタイトルで、日本テレビ系「水曜ドラマ」枠にて2016年10月5日から12月7日まで放送された。主演は石原さとみ。
スペシャルドラマ『地味にスゴイ!DX（デラックス） 校閲ガール・河野悦子』として2017年9月20日に放送された。『DX』ではシリーズから1年後のストーリーとなるほか、新たなキャストとして木村佳乃、佐野ひなこが加わる。
校閲監修は校閲専門会社・鷗来堂の代表、柳下恭平が担当した。

### キャスト
河野 悦子〔28〕
演 - 石原さとみ
景凡社校閲部員。栃木県出身。本来はファッション誌「Lassy」の編集部を希望し、7回目の就活で採用されたが、配属されたのは校閲部だったため、いつの日か「Lassy」に移るのを目標としている。
初めのうちは校閲の仕事に対してあまり積極的ではなかったが、慣れるに連れて本から様々な知識を得るようになり、その知識を「Lassy」の編集部に移った際に活かそうと思うようになる。「Lassy」の校閲の応援に行った際、後述の波多野に失敗を叱責されたためショックを受け、翌日人が変わったようになり、ファッションも地味になってしまった。
「Lassy」の編集長・亀井に雑誌企画のプレゼンに参加するよう誘われたが、校閲部の仕事に忙殺され、参加できなかった。
校閲部のオフィスを「部屋が地味」という理由で少しずつ飾り付けていた。
料理は、後述の作家桜川葵に「家庭的」と言われたほど上手い。
後述の「是永 是之」を初見で「ぜえい ぜえ」と誤って読んでしまい、以後その読み方が癖になってしまった。
「Lassy」のファッションショーに行った際、幸人が「是永 是之」であることを貝塚に教えられた。
場面転換の際、次のシーンでの彼女のファッションが表示される。
スペシャルでは「Lassy」編集部に移って編集部員になったが、新しく編集長となった二階堂と対立し、一度は編集部を追い出された。
折原 幸人〔23〕
演 - 菅田将暉
大学生。「是永 是之（これなが これゆき）」のペンネームで作家業もしているが、そのことを公表していなかった。いわゆる覆面作家。元文学少年。
実は、後述の大御所作家・本郷の息子で、覆面作家であることを公表しなかったのは父の名を辱めないようにするためだった。
住んでいたアパートを追い出されたため、森尾にルームシェアを提案され、彼女の部屋に転がり込み、同居を始める。その後、森尾の後押しもあり、読者投票により、「Lassy」の男性専属モデルに選ばれた。そのことによりモデルとしての収入を得たため、ルームシェアを解消した。その後は本郷と同居している。
小説を書くことに行き詰まっていたが、新たにノンフィクションを書きたいと思い、取材をしていた。その執筆に追われ、モデルの仕事に穴を空けることが多くなり、モデルをクビとなる。だが、これにより作家業に集中でき、「東京 B-SIDE」というタイトルの作品を完成させることが出来る。
森尾 登代子〔26〕
演 - 本田翼
悦子の高校の後輩。景凡社のファッション誌「Lassy」編集者。前述の悦子に対する編集長の依頼を、編集部への異動の誘いと勘違いして悦子に伝えてしまった。悦子の事は先輩と呼んでいるが、基本的にタメ口で話していて、景凡社の入社や「Lassy」編集部への異動も悦子より先なので、会社では悦子より先輩である。
前述の通り、幸人を自分のマンションに住まわせていた。
物語開始の1年前から妻子持ちと不倫をしていたが、第6話で別れている。不倫相手に関しては劇中には登場していない。
貝塚 八郎〔36〕
演 - 青木崇高
景凡社文芸編集部の編集者。悦子を所属部署に掛けて「コーエツ」と呼んでいる。また、幸人のことは本名ではなく、作家名の「是永」と呼び捨てにしている。
森尾に好意を抱いている。
茸原 渚音〔51〕
演 - 岸谷五朗
景凡社校閲部部長。部下に対して敬語を使う。
悦子に影響され、部のオフィスの扉に装飾を施す。
藤岩 りおん〔35〕
演 - 江口のりこ
景凡社校閲部員。東大卒。既婚者。
米岡 光男〔36〕
演 - 和田正人
景凡社校閲部員。
尾田 大将〔48〕
演 - 田口浩正
おでん屋の大将。かつては銀行に勤めており、悦子の父の後輩だった。
今井 セシル〔23〕
演 - 足立梨花
景凡社受付。悦子のことを「コーエツ先輩」と呼び、仲が良い。
イタリア人の彼氏がおり、イタリア語が話せる。そのため、悦子が街でイタリア人に依頼した寄せられたSNSの返事の文章を翻訳した。
佐藤 百合〔25〕
演 - 曽田茉莉江
景凡社受付。
正宗 信喜〔23〕
演 - 杉野遥亮
印刷会社の営業。
米岡とは、互いにプロレス観戦に行くほど仲がいい。
青木 祥平〔26〕
演 - 松川尚瑠輝
景凡社の校閲部員。
坂下 梢〔40〕
演 - 麻生かほ里
景凡社の校閲部員。
目黒 真一郎（50〕
演 - 高橋修
景凡社の校閲部員。
東山
演 - ミスターちん
おでん屋の常連客。
西田
演 - 長江英和
おでん屋の常連客。
北川
演 - 店長松本
おでん屋の常連客。
亀井 さやか〔42〕
演 - 芳本美代子
景凡社のファッション誌「Lassy」編集長。
波多野 望〔35〕
演 - 伊勢佳世
景凡社のファッション誌「Lassy」副編集長。
仕事に厳しい一面があり、部下の編集部員を叱りつけることもある。悦子の校閲の失敗も厳しく叱責する。

### ゲスト

#### 連続ドラマ
本郷 大作〔65〕（第1話・第7話・第9話・最終話）
演 - 鹿賀丈史（特別出演）
大御所のエロミステリー作家。離婚して20年経つ。前述の通り、幸人の実父。
小森谷 亜季（第2話）
演 - ともさかりえ
節約本を初めて出版する人気ブロガー。
スフェッレッラ・エドアルド（第2話）
演 - Edoardo Sferrella (エドアルド・スフェッレッラ）
今井 セシルのイタリア人の彼氏。
四条 真理恵（第3話）
演 - 賀来千香子
デビュー作から文藝賞の候補となること既に6回、いまだ無冠の人気作家。
杉本 あすか〔28〕（第4話）
演 - 南沢奈央
自叙伝を発売する清純派女優。
山ノ内 隆（第4話）
演 - 山中聡
女優杉本あすかを追うゴシップ誌「週刊往来」の記者。
フロイライン登紀子（第5話）
演 - 川原亜矢子
悦子が大ファンだった伝説のスタイリスト。Lassy初の男性モデルのプロモーションのために来日。
桐谷 歩（第6話）
演 - 安藤政信
編集者の貝塚が過去に担当していた元作家。ある事情から筆を折り、貝塚を恨んでいる。しかし、自身の作品が雑誌「こどものべる」に掲載され、大人気となる。
三宅さん（第6話）
演 - 三宅宏実
幸人が子供たちと腕相撲をしている場に現れ、彼と勝負をする。
蛭子 能収（第7話）
演 - 蛭子能収
本郷の仕事を通じて知り合った漫画家。幼かった幸人に「絵が下手」と評された。
桜川 葵（第8話）
演 - 伊藤かずえ
情熱的な恋愛小説家。茸原がかつて担当していた。彼のことを「ショオン」と呼ぶ。
折原 亮子（最終話）
演 - 浅田美代子
幸人の母。離婚以来、夫（大作）と会っていなかったのだが。
岩崎 はるえ（最終話）
演 ‐ 長谷部香苗
岩崎 正（最終話）
演 - 本田博太郎
本郷の大学時代の友人。彼も小説家志望だったが。

#### スペシャル
二階堂 凛
演 - 木村佳乃
「Lassy」の新編集長。
傾きかけた雑誌を立て直しては次の雑誌へと移っていくことから、「渡り鳥」と呼ばれている。本人いわく、立て直しても現場の人間に感謝されることはない。
悦子のことを買っており、パーティーに連れて行き人脈作りを教えたり、ミラコレ出張にも同行させようとした。さらに、副編集長にも据えようとするが、ウェブ化を推進することで悦子の反発を受け断られた。最終的には、紙媒体も残して並存する方針を打ち出す。
そうした編集長としてのエピソードとは別に、貝塚が担当する50周年記念出版の目玉、三枝貢の妻であることが明かされる。そして、三枝作品を出版社校閲の前に誤字脱字チェックしていたことも判ってくる。
橘 花恋
演 - 佐野ひなこ
是永是之の新しい担当編集者。グラビア系の新人が入ったと社でも話題になっている。襟刳りの大きい服を着ていることが多く、胸の谷間を露出していて男性の視線を奪っている。
是永のデビュー当時からのファンで、担当になってからは家事手伝いまでするが、実は彼氏がいるため幸人に気があるわけではない。
三枝 貢
演 - 大高洋夫
先ごろ亡くなった人気小説家。春夏秋冬の四部作を手掛けており、最後の「追い越された冬」脱稿後に亡くなった。この作品を50周年記念出版の目玉にするべく貝塚は、遺族と交渉中。代理人を立てていたために判らなかったが、実は未亡人は二階堂凛だった。
非常に寡黙で、結婚生活でもほとんど会話をせず、凛いわく最後まで何を考えているか判らなかった。このため、凛は不幸な結婚生活だったと思っているのだが、実は貢は自作の誤字に暗号を組み入れて誤字脱字を確認させることで気持ちを伝えようとしていた。このことを最終作の校閲をしていた悦子が気付き、暗号に示されたクレマチスの押花の栞を凛が使っていたことから凛が未亡人ではないかと推理する。そして、校閲部一同は、最終作の暗号に示された場所に凛を連れて行く。

### スタッフ
- 原作 - 宮木あや子『校閲ガールシリーズ』（KADOKAWA）
- 脚本 - 中谷まゆみ（連続ドラマ、スペシャルドラマ）、川﨑いづみ（連続ドラマ）
- 演出 - 佐藤東弥（連続ドラマ、スペシャルドラマ）、小室直子（連続ドラマ）、森雅弘（連続ドラマ）
- 音楽 - 大間々昂
- 主題歌 - 栞菜智世「Heaven's Door 〜陽のあたる場所〜」（ユニバーサルミュージック）
- オープニング - chay「12月の雨」[7]
- 音楽プロデュース - 志田博英
- 校閲監修 - 柳下恭平（鴎来堂）
- ブレーン - アサダアツシ
- チーフプロデューサー - 西憲彦
- プロデューサー - 小田玲奈・森雅弘（日本テレビ）、岡田和則（光和インターナショナル）
- 制作協力 - 光和インターナショナル
- 製作著作 - 日本テレビ

### 放送日程
| 話数                                                                          | 放送日         | サブタイトル                                      | 脚本       | 演出     | 視聴率 |
| ----------------------------------------------------------------------------- | -------------- | ------------------------------------------------- | ---------- | -------- | ------ |
| 第1話                                                                         | 2016年10月05日 | なんで私が校閲に?オシャレ校閲ガールが大暴れ!      | 中谷まゆみ | 佐藤東弥 | 12.9%  |
| 第2話                                                                         | 10月12日       | 毒舌&型破りな校閲ガール!張り切り過ぎて大失敗      | 中谷まゆみ | 佐藤東弥 | 11.2%  |
| 第3話                                                                         | 10月19日       | 毒舌&型破りな校閲ガール!理不尽ルールに物申す      | 中谷まゆみ | 小室直子 | 12.8%  |
| 第4話                                                                         | 10月26日       | 校閲vsパパラッチ女優の夢を壊す記者に本気ギレ      | 川﨑いづみ | 森雅弘   | 11.2%  |
| 第5話                                                                         | 11月02日       | 型破り校閲ガール!カリスマスタイリストに物申す     | 中谷まゆみ | 佐藤東弥 | 11.6%  |
| 第6話                                                                         | 11月09日       | 一晩で緊急校閲!集え!作者&編集&校閲涙の本作り      | 川﨑いづみ | 小室直子 | 13.2%  |
| 第7話                                                                         | 11月16日       | 幸人の衝撃の過去を校閲!事実確認すれば破局?        | 川﨑いづみ | 森雅弘   | 12.5%  |
| 第8話                                                                         | 11月23日       | 悦子vs部長の元カノ...仕事も恋愛も全力には全力返し | 川﨑いづみ | 佐藤東弥 | 12.7%  |
| 第9話                                                                         | 11月30日       | 校閲はなくてもいい仕事?緊急事態!悦子が地味に      | 中谷まゆみ | 小室直子 | 13.2%  |
| 最終話                                                                        | 12月07日       | ファッション誌へ異動?校閲部ピンチ!悦子が選ぶ道    | 中谷まゆみ | 佐藤東弥 | 12.3%  |
| 平均視聴率 12.4% （視聴率はビデオリサーチ調べ、関東地区・世帯・リアルタイム） |                |                                                   |            |          |        |

| 2017年9月20日                                                | 一夜限りの大復活!夢を叶えた悦子がファッション誌で大暴れ!恋も仕事も強敵出現! 亡き作家が原稿に込めた謎を校閲魂で解け | 中谷まゆみ | 佐藤東弥 | 10.4% |
| （視聴率はビデオリサーチ調べ、関東地区・世帯・リアルタイム） | |            |          |       |

### 評価・受賞
- 2016年度エランドール賞 プロデューサー奨励賞 テレビ部門：小田玲奈[10]
- ギャラクシー賞 2016年12月度 月間賞[11]

### スピンオフドラマ
『地味にスゴイ! 校閲ガール・河野悦子…がいない水曜日』のタイトルで、2016年11月30日からHuluで全3話で配信された。石原さとみが演じる河野悦子のいない校閲部の様子を描いている。
- 第1話　「恋の乱気流」
- 第2話　「花嫁は二度死ぬ」
- 第3話　「池袋で袋小路」

#### キャスト
米岡 光男〔35〕
演 - 和田正人
藤岩 りおん〔36〕
演 - 江口のりこ
青木 祥平〔26〕
演 - 松川尚瑠輝
坂下 梢〔40〕
演 - 麻生かほ里
目黒 真一郎〔50〕
演 - 高橋修
客室乗務員
演 - 江口のりこ
研修医
演 - 杉野遥亮
副機長
演 - 高橋修

### Blu-ray&DVD
- 「地味にスゴイ！校閲ガール・河野悦子」Blu-ray BOX (6枚組)、発売日：2017年4月19日、JAN 4988021715065
- 「地味にスゴイ！校閲ガール・河野悦子」DVD BOX (6枚組)、発売日：2017年4月19日 JAN 4988021145794
- 「地味にスゴイ！DX 校閲ガール・河野悦子」DVD 1枚組、発売日：2018年1月31日 JAN 4988021146692

### その他
- ドラマ第4話において、「豪放磊落」に「ごうほうらんらく」と誤ったルビが振られた校正済み資料が登場するシーンがあり、話題になった[13]。

| 日本テレビ系 水曜ドラマ                  | 日本テレビ系 水曜ドラマ                                        | 日本テレビ系 水曜ドラマ                    |
| 前番組                                   | 番組名                                                         | 次番組                                     |
| ---------------------------------------- | -------------------------------------------------------------- | ------------------------------------------ |
| 家売るオンナ （2016年7月13日 - 9月14日） | 地味にスゴイ! 校閲ガール・河野悦子 （2016年10月5日 - 12月7日） | 東京タラレバ娘 （2017年1月18日 - 3月22日） |